# Backlash 2020
Backlash (2020) was een professioneel worstel-pay-per-view (PPV) en WWE Network evenement dat georganiseerd werd oor WWE voor hun Raw en SmackDown brands. Het was de 15e editie van Backlash en vond plaats op 14 juni 2020 in het WWE Performance Center in Orlando, Florida. Terwijl het grootste deel van het evenement live werd uitgezonden, werd de hoofdwedstrijd tussen Edge en Randy Orton vooraf opgenomen op 7 en 8 juni 2020.

## Matches
| Nr. | Match                                                                                               | Winnaar(s)           | Opmerkingen                                                              | Bron  |
| --- | --------------------------------------------------------------------------------------------------- | -------------------- | ------------------------------------------------------------------------ | ----- |
| 1P  | Apollo Crews (c) vs. Andrade (met Angel Garza & Zelina Vega)                                        | Apollo Crews         | Eén-op-één match voor het WWE U.S. Championship.                         | [ 3 ] |
| 2   | Bayley & Sasha Banks (c) vs. Alexa Bliss & Nikki Cross vs. The IIconics (Billie Kay & Peyton Royce) | Bayley & Sasha Banks | Triple Threat tag Team match voor het WWE Women's Tag Team Championship. | [ 3 ] |
| 3   | Sheamus vs. Jeff Hardy                                                                              | Sheamus              | Eén-op-één match.                                                        | [ 3 ] |
| 4   | Asuka (c) vs. Nia Jax                                                                               | Asuka                | Eén-op-één match voor het WWE Raw Women's Championship.                  | [ 3 ] |
| 5   | Braun Strowman (c) vs. The Miz & John Morrison                                                      | Braun Strowman       | 2-on-1 Handicap match voor het WWE Universal Championship                | [ 3 ] |
| 6   | Drew McIntyre (c) vs. Bobby Lashley (met MVP)                                                       | Drew McIntyre        | Eén-op-één match voor het WWE Championship.                              | [ 3 ] |
| 7   | Randy Orton vs. Edge                                                                                | Randy Orton          | Eén-op-één match.                                                        | [ 3 ] |